# Alvise Contarini

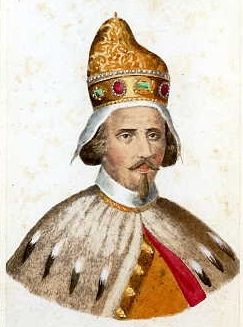
Doge Alvise Contarini

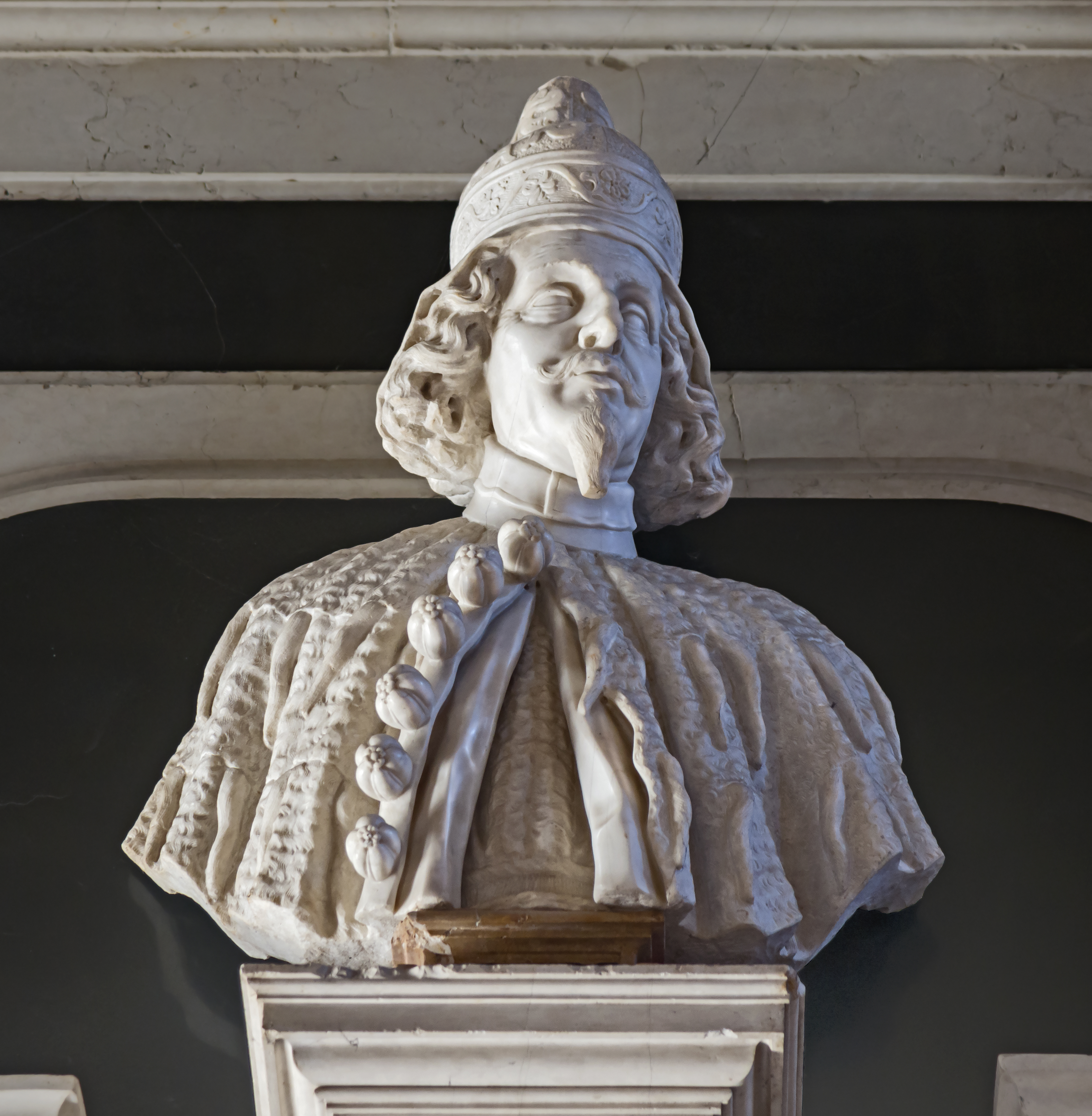
Borstbeeld in de San Francesco della Vigna, een kerk in Venetië

Alvise Contarini (Venetië, 24 oktober 1601 – aldaar, 15 januari 1684) was de 106e doge van de Republiek Venetië van 26 augustus 1676 tot zijn overlijden. Zijn regering was gekenmerkt door het hernemen van de vijandelijkheden tegen de Ottomanen in Centraal-Europa (1683), nadat Venetië zijn wonde likte na het verlies van Kreta in 1669.

## Levensloop
Contarini werd geboren in de aristocratische familie Contarini, een familie met doges en prelaten in de voorgeschiedenis. Zijn ouders waren Nicolo Contarini uit Bertuzzi en Elena di Alvise Michiel. Hij bekleedde meerdere staatsambten zoals juridisch adviseur in het dogenpaleis, intendant voor het leger en lid van het universiteitsbestuur van Padua. Tijdens een groot deel van zijn carrière was Contarini ambassadeur van Venetië: in de Republiek der Verenigde Provinciën (1632-1634), in het koninkrijk Frankrijk (1634-1638), in het koninkrijk Spanje (1638-1641) en in de Pauselijke Staat (1645-1648).

### Ambassadeur
In 1631 benoemde de Senaat van Venetië hem tot ambassadeur in Den Haag. Het duurde tot 1632 tot hij in het Binnenhof geraakte. Het was midden de Dertigjarige Oorlog. Contarini bestudeerde de militaire relaties tussen de Republiek der Verenigde Provinciën met Zweden en met Frankrijk. Op een dag kon hij Frederik Hendrik van Oranje hierover spreken toen deze een landgoed verliet. Hij berichtte aan Venetië dat er spanningen waren tussen de Provincies omdat niet elke provincie eenzelfde oorlogslast droeg. Tevens verzorgt hij de handelsrelaties: hij hielp bij een bestelling van zout uit Istrië en bij de vaart van Nederlandse schepen via Ancona, een pauselijke stad.
In 1633 ontving hij zijn benoeming als ambassadeur in Parijs. Hij verliet Den Haag in 1634. In Parijs geraakte hij verstrikt in de intriges van kardinaal Richelieu. Richelieu eist van Contarini onvoorwaardelijke steun bij de verovering van het hertogdom Milaan, alsook alle steun in de Dertigjarige Oorlog in het Rijnland. Hij contacteerde regelmatig Venetië omdat de Fransen dringend antwoorden van hem eisten.
In 1637 ontving hij zijn benoeming als ambassadeur in Madrid. Nochtans had Contarini aangedrongen om terug te keren naar Venetië; immers, de ambassades in Den Haag en Parijs hadden hem veel geld gekost. Na een moeizame reis bereikte hij Madrid in 1638. Hier zag Contarini zich genoodzaakt om met een geheime boodschapper te werken, totdat deze ontmaskerd werd door de Spaanse ambassadeur in Venetië. De achterdocht had te maken met de opstanden in Catalonië en Portugal (1640). In 1641 verliet hij Madrid.
Na een tussenpauze in Venetië trok ambassadeur Contarini naar Rome (1645). Hier had Contarini niet enkel te maken met de rivaliserende handelssteden van de paus en Venetië in de Adriatische Zee. De Kretenzische oorlog was uitgebroken in 1645: de Ottomanen startten de verovering van de Venetiaanse kolonie Kreta. Met paus Innocentius X verliepen de relaties stroef want financiële hulp vanuit Rome bleef uit. Zo liet Contarini zijn ongenoegen blijken toen de paus hem slechts 20.000 dukaten beloofde voor de oorlog. De paus stuurde wel hulptroepen die tezamen met Toscaanse en Maltese hulptroepen de Venetiaanse vloot versterkten (1649). Doch in 1649 was Contarini al terug in Venetië.

### Doge
Contarini werd benoemd tot procurator van San Marco (1653), een belangrijk ambt in de republiek. In 1669 verloor Venetië officieel de oorlog tegen de Ottomanen; geheel Kreta ging over in Ottomaanse handen.
Contarini werd tot doge verkozen door de Raad van Tien in 1676. Zijn voorganger, Nicolò Sagredo, had maar een jaar geregeerd. Contarini erfde de problemen van zijn voorganger: een verarming van de schatkist door het verlies van Kreta. Zijn regering werd gekenmerkt door juridische hervormingen, met name de kieswet. De Raad van Tien kreeg meer zeggenschap in de dogeverkiezing. In 1681 organiseerde Venetië een groots feest ter ere van doge Contarini.
Zijn buitenlandse politiek was gekenmerkt door neutraliteit, en dit zowel ten opzichte van de Ottomanen als het bedreigde Oostenrijk. De Grote Turkse Oorlog was gestart met het beleg van Wenen (1683). In de Senaat was er een tweespalt: de enen wilden de Oostenrijkse-Poolse alliantie steunen, de andere fractie met steun van de doge, liever niet. Contarini leed meer en meer aan jicht zodat hij minder aan vergaderingen deelnam. Zijn lijfartsen konden niets meer voor hem doen, zoals de Franse ambassadeur noteerde. Contarini werd begraven in de familiekapel van de San Francesco della Vigna, een Franciscanerkerk in Venetië (1684). Een buste herinnert nog aan zijn graf.
Enkele weken na zijn overlijden trad Venetië toch toe tot de Heilige Liga (1684): Venetië werd hiermee toch een bondgenoot van Oostenrijk en Polen tegen de Ottomanen.